# Большой Бор (Ленинградская область)
Большой Бор (до 1948 — Йокикюля, фин. Jokikylä) — посёлок  в Селезнёвском сельском поселении Выборгского района Ленинградской области.

## Название
Топоним Йокикюля в переводе с финского означает «Речная деревня».
Зимой 1948 года деревне Йокикюля было присвоено новое название — Большой Бор. В качестве мотивировки данного варианта указывалось на «природные условия».
Переименование было закреплено указом Президиума ВС РСФСР от 13 января 1949 года.

## История

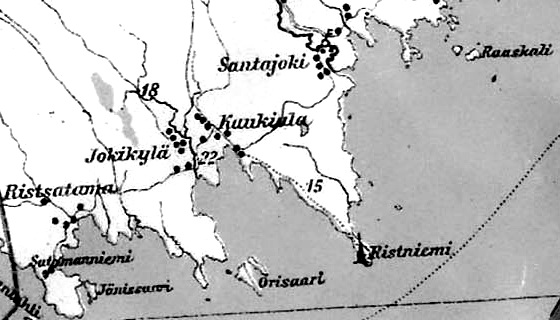
Деревня Йокикюля на финской карте 1923 года

До 1939 года деревня Йокикюля входила в состав волости Сяккиярви Выборгской губернии Финляндской республики.
С 1 января 1940 года по 31 октября 1944 года — в составе Карело-Финской ССР.
С 1 июля 1941 года по 31 мая 1944 года — финская оккупация. 
С 1 ноября 1944 года в составе Сяккиярвского сельсовета Выборгского района.
С 1 октября 1948 года в составе Кондратьевского сельсовета. В ходе укрупнения к деревне Йокикюля была присоединена соседняя деревня Каукиала.
С 1 января 1949 года учитывается административными данными как деревня Большой Бор.
В 1961 году население деревни составляло 284 человека.
Согласно административным данным 1966, 1973 и 1990 годов посёлок Большой Бор входил в состав Кондратьевского сельсовета.
В 1997 году в посёлке Большой Бор Кондратьевской волости проживали 12 человек, в 2002 году — 42 человека (русские — 95 %).
В 2007 году в посёлке Большой Бор Селезнёвского СП проживали 13 человек, в 2010 году — 108 человек.

## География
Посёлок находится в западной части района на автодороге 41К-429 (подъезд к пос. Большой Бор).
Расстояние до административного центра поселения — 34 км. 
Расстояние до ближайшей железнодорожной станции Пригородная — 44 км.
Посёлок находится на берегу Выборгского залива — бухта Дальняя. Через посёлок протекает безымянный ручей.

## Демография
| 2007 | 2010 | 2017 | 2021 |
| ---- | ---- | ---- | ---- |
| 13   | ↗108 | ↘26  | ↗45  |

## Улицы
Балтийский проезд, Благодатный переулок, Большая Боровая, Большая Морская, Детская, Дубовая, Заповедная, Лесная, Лукоморье, Пограничная, Сельский проезд, Славная, Солнечный проезд, Счастливая, Цветочная, Центральная.